# Падение мятежных ангелов (картина)
Падение мятежных ангелов — картина фламандского живописца Питера Брейгеля Старшего, написанная в 1562 году. Картина хранится и экспонируется в Брюссельских Королевских музеях изящных искусств. Ранее считалось, что картина Брейгеля принадлежит Иерониму Босху.

## Описание
На картине изображена сцена падения ангелов. Восставшие против Бога ангелы падают вниз, в ад. При этом небеса изображены в виде белого круга вверху посередине картины. Фигуры в нижней части картины обнажены, превращены в уродливых монстров с животными частями тел. Ад более плотен, хаотичен, тёмен, чем верхняя часть полотна.
Композиция с центральной фигурой, помещенной среди множества более мелких фигур, была любимой Брейгелем в это время. Центральная фигура — архангел Михаил, изображенный с мечом.

## Влияния
У Брейгеля было несколько источников вдохновения для создания «Падения мятежных ангелов», включая Альбрехта Дюрера, Франса Флориса I, Иеронима Босха. Серия гравюр на дереве Дюрера «Апокалипсис», в частности «Святой Михаил, сражающийся с драконом», дает представление о положении архангела Михаила как центральной фигуры, пронзающей копьем тело дракона.

## Атрибуция
Не найдя подписи на картине, работники Королевского музея изящных искусств сначала предположили, что художником картины был Иероним Босх. Подпись была обнаружена под рамой в 1900 году вместе с именем Питера Брейгеля Младшего. Позже, после обнаружения даты на картине, выяснилось, что художником был Питер Брейгель Старший.

## Детали картины
- Детали
- Хороший ангел
- Падшие ангелы
- Сражаясь с повстанцами
- Монстры
- Архангел Михаил
- Великая битва
- Люди-звери